# Somatoxena lasea
Somatoxena lasea is een vlinder uit de familie spinneruilen (Erebidae), onderfamilie donsvlinders (Lymantriinae). De wetenschappelijke naam van deze soort is voor het eerst geldig gepubliceerd in 1899 door Druce.
De soort komt voor in tropisch Afrika.